# Verlagshaus Berlin

Logo seit 2010

Ehemaliges Logo

Das Verlagshaus Berlin ist ein deutscher Independent-Verlag für Lyrik, Illustration und Essay mit Sitz in Berlin. Es wird vom Lektor und Übersetzer Jo Frank, der Typografin Andrea Schmidt und dem Autor, Lektor und Übersetzer Tillmann Severin geführt und ist einer der deutschsprachigen Verlage für Gegenwartslyrik und Illustration.
Im Sommer 2015 wurde der Name des Verlags von Verlagshaus J.Frank zu Verlagshaus Berlin geändert.

## Geschichte
Der Verlag wurde im Winter 2005 zunächst als reiner Zeitschriftenverlag von Andrea Schmidt, Jo Frank und dem Designer Dominik Ziller für das Literaturmagazin Belletristik gegründet, publiziert aber bereits seit 2006 hauptsächlich Lyrik- und Essaybände, E-Books und ausgewählte Graphic Novels in seinen Programmreihen Edition Belletristik, Edition Polyphon, Edition Poeticon, Edition ReVers, Edition Binaer und Edition Zwanzig. In den Jahren 2006 und 2007 wurde zwischenzeitlich auch die englischsprachige Literaturzeitschrift Bordercrossing Berlin herausgegeben.
Das Verlagshaus ist Mitglied im Börsenverein des Deutschen Buchhandels und hat den Förderpreis des 2018 erstmals vergebenen Berliner Verlagspreis erhalten. 2019 erhielt er den Deutschen Verlagspreis.

## Verlagsprogramm
Der Verlag hat es sich zum Ziel gemacht, „die Avantgarde über ihre ästhetische Funktion hinauszuführen“ und Autoren zu verlegen, „durch deren Schreiben eine deutliche Position zum Ausdruck kommt.“ Entsprechend der Hintergründe der Verleger werden Text, Illustration und Typographie als gleichberechtigte Ausdrucksformen behandelt, sodass der hochwertigen Gestaltung der Bücher eine besondere Aufmerksamkeit zukommt.

### Edition Belletristik
In der Edition Belletristik erscheint deutschsprachige Gegenwartslyrik. Sie bildet 2012 das Zentrum der Buchpublikationen des Verlages mit Autoren wie Max Czollek, Alexander Graeff, Anna Hetzer, Jan Kuhlbrodt, Swantje Lichtenstein und Lea Schneider.

### Edition Polyphon
In der Edition Polyphon erscheinen Übersetzungen von Gegenwartslyrik, vornehmlich aus Sprachen, denen im deutschen Literaturbetrieb sonst wenig Aufmerksamkeit gewidmet wird, z. B. der Band Hochzeit der Messer der indonesischen Lyrikerin Rosa Dorothea Herliany (Übersetzung: Ulrike Draesner und Brigitte Oleschinsky), Körper. Ein Handbuch des brasilianischen Lyrikers Ricardo Domeneck (Übersetzung: Odile Kennel) oder der Sammelband CHINABOX. Neue Lyrik aus der Volksrepublik (Herausgabe: Lea Schneider, Übersetzung: Lea Schneider, Peiyao Chang, Daniel Bayerstorfer u. a.).

### Edition ReVers
In der zweisprachigen Edition ReVers erscheinen Texte internationaler Dichter aus der Vergangenheit. Die Bücher werden zweifarbig in Schwarz und Gold gestaltet und in offener Fadenheftung hergestellt. Bisher erschienen u. a. Gedichte von Wladimir Majakowski, Konstantínos Kaváfis, Wilfred Owen, Wassily Kandinsky und Giovanni Giovano Pontano in deutscher Erstübersetzung.
2015 wurde die Reihe mit dem Preis der Stiftung Buchkunst als eine der Schönsten Deutschen Bücher ausgezeichnet.

### Edition Poeticon
Die Edition Poeticon ist die poetologische Essay-Reihe des Verlagshaus Berlin. Sie wird von Asmus Trautsch herausgegeben und versammelt u. a. Essays zu den Themen Scham (Lea Schneider), Lust (Odile Kennel), Queer (Alexander Graeff), Geld (Katharina Schultens), Schönheit (Crauss), Geschichte (Jan Kuhlbrodt) oder Wir (Monika Rinck).

### Edition Binaer
Die Edition Binaer ist eine E-Book-Reihe für Lyrik und ihren Kontext. Hier erscheinen Gedichte, die um begleitende Essays, Abbildungen, Links, Vorgängerversionen ergänzt werden oder das Format der DinA4-Seite sprengen. Zur Darstellung von Zeilenumbrüchen und anderen lyrikspezifischen Formatierungen im digitalen Raum wurde im Verlag ein eigenes Verfahren entwickelt, der LyrikCode.
2016 wurde das Verlagshaus Berlin für diese Entwicklung für den deutschen E-Book-Award nominiert.

### Edition Panopticon
In der Edition Panopticon erscheinen Graphic Novels, illustrierte Erzählungen und kommentierte Illustrationen.

### Edition Zwanzig
In der 2020 begonnenen Edition Zwanzig erscheinen Lyrikdebüts von Autorinnen und Autoren aus dem deutschsprachigen Raum.

### Belletristik – Zeitschrift für Literatur und Illustration
Die Literaturzeitschrift Belletristik erschien vierteljährlich und beschäftigte sich überwiegend mit jungen, noch unbekannten Autoren. Die Zeitschrift widmete sich insbesondere dem Zusammenspiel von Illustration und Literatur. Mit der Ausgabe 13 wurde die Zeitschrift im September 2014 eingestellt.

## Besonderheiten
Das Verlagshaus Berlin veranstaltet regelmäßig ungewöhnliche Literaturformate wie das Lyrik-Wrestling oder die Lange Lyriknacht.
Die Gewinne des Verlages werden nach einem Solidarmodell am Ende jedes Jahres akkumuliert und zu gleichen Teilen an alle Autoren ausgeschüttet.